# 馬賢達
馬 賢達（ば けんたつ、1932年 - 2013年6月17日）は、通備拳の武術家。馬鳳図の子。馬明達の兄。

## 経歴
1932年、馬鳳図の次男として、青海省に生まれた。生まれてまもなく、叔父の馬英図の養子となり南京で成長、幼少から武術を学んだ。8歳の時、再び馬鳳図の元に戻り、引き続き家伝の武術を学んだ。
1950年、天津の河北師範学校体育科に入学した。
1952年19歳の時、天津で開催された武術大会において、2部門で優勝し名声を勝ち取った。このとき、散手部門の試合では、中国国内でも著名な武術家を打ち破り、「快手馬」と称賛された。1954年に河北師範学校を卒業後、陝西師範大学を経て、西安体育学院に勤務した。
70歳を超えても骨太の逞しい肉体を保ち、西安で武術学校を開いていた。中国十大武術教授の一人として挙げられる。
中国武術家として日本でも名を知られている。第8回日本古武道演武大会（昭和60年2月17日、日本武道館）における「日中親善武道演武交流大会」のため来日、何福生と「八極対接」（八極拳の対打）を披露した。
回族のため、来日の際ホテルで自分の朝食でハムエッグが出され、そのときの世話係（日本人の中国武術家だが貿易商を営み中国語も達者で中国人の妻を持ち中国にも精通しており馬賢達のこともよく知る人間）をきつく叱ったという珍話もある（イスラム教において豚は不浄とされ豚肉の肉食が食のタブーであり、ホテルという場でハムエッグなどという料理がイスラム教徒の客人に朝食として出されることは、世話係としては大きな失態であり、大変失礼なことである）。またその世話係の弟子であった人間(八極拳士)が後に馬賢達の武術学校に留学している(無論馬家八極拳を学ぶため)。
2013年6月17日、西安にて死去。